# Покровский собор (Мельбурн)
Покровский собор (англ. The Cathedral of the Protection of the Most Holy Mother of God, также кратко Pokrov Melbourne) — храм Сиднейской и Австралийско-Новозеландской епархии Русской православной церкви заграницей, расположенный на Харрисон-стрит, Брансуик, штат Виктория, Австралия.

## История

### Основание и первые годы
До прибытия в Австралию перемещённых лиц из Европы после окончания Второй мировой войны в Мельбурне проживало всего несколько русских православных семейств. В 1949 году новыми иммигрантами был основан покровский приход. Своего храма в то время не было и поэтому иммигрантами приходилось снимать для проведения служб различные помещения.
К 1950 году посещаемость богослужений доходила в отдельных случаях до 500—600 человек (Пасхальная заутреня 1950 года).

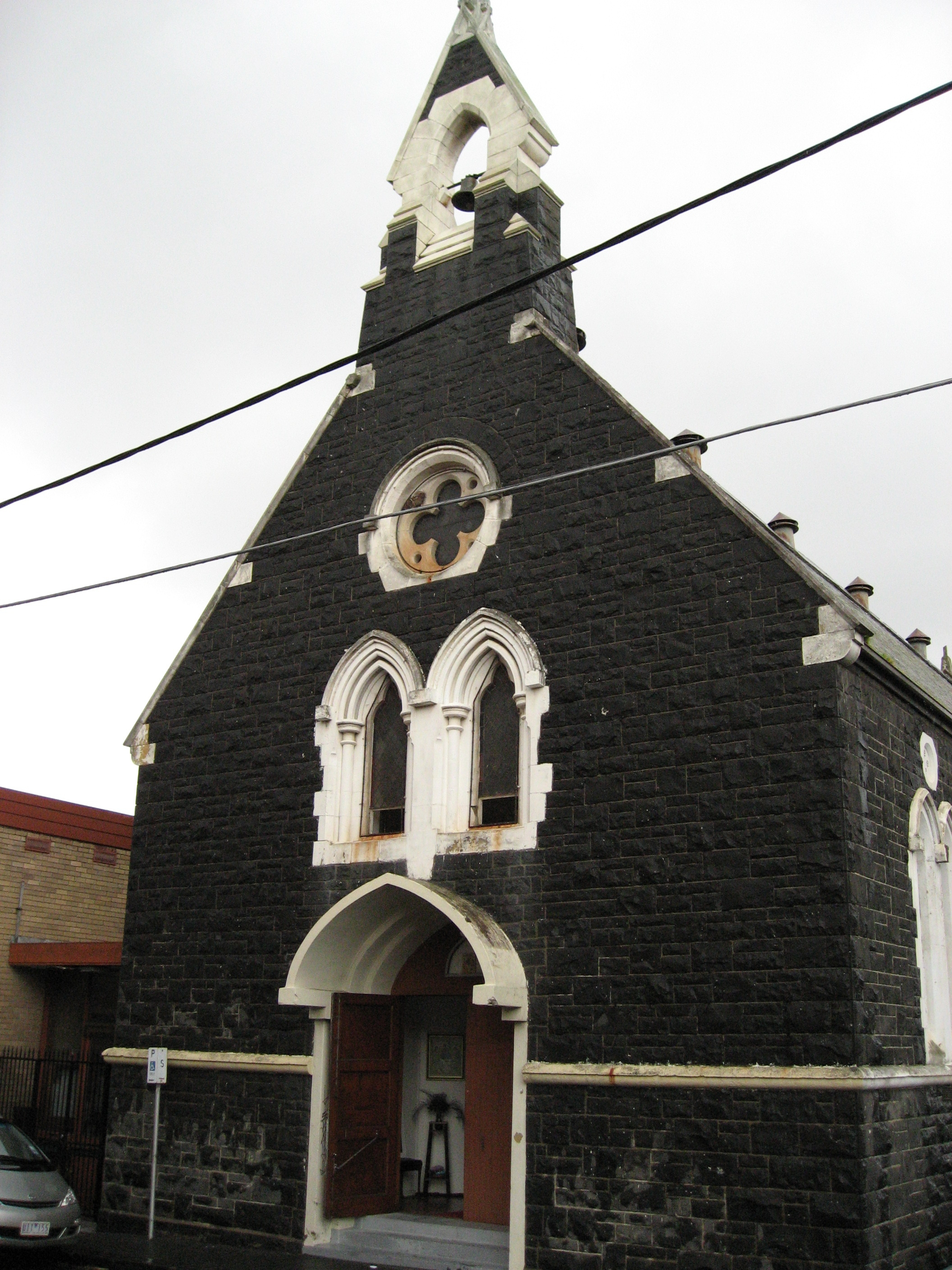
англиканский храм 1875 года постройки, в котором община располагалась в 1954—2006 годах

В 1954 году Покровский приход в Мельбурне, бывший к тому времени одним из крупнейших в епархии, приобрёл пустовавший храм в Коллингвуде в стиле неоготики, построенный англиканской миссией в 1874—1875 годы. Но уже в 1950-е годы стало понятно, что и этот храм будет временным в силу его ограниченности по размерам, так как весь храм и зал располагались на узком пятачке между двух улиц общей площадью земли 711 квадратных метров.
В 1960-х годах зал был перестроен и расширен, но места для школы, столов для встреч многочисленных прихожан, и сцены для выступлений всё равно не хватало.
Во второй половине 1970-х годов настоятель собора священник Владимир Евсюков учредил издание «Покровских листков», которые печатались и размножались в большом количестве в основанной им типографии святой блаженной Ксении. При Покровском соборе был создан Православный библейский кружок молодёжи. Также священник Владимир Евсюков был духовником Братства «Православное Дело» в Австралии и членом центрального управления Братства за рубежом, заботясь о гонимых за Православие в СССР.
Как отмечал следующий настоятель собора протоиерей Николай Карыпов: «Большим достоинством старого собора является его центральное положение в Мельбурне, поскольку наши прихожане разбросаны по многим районам города. Однако, к 70-м годам, когда иммиграция наша уже „оперилась“, стали заметны немалые недостатки храмового комплекса в Коллингвуде: мало места в зале (храм и зал почти полностью занимают участок в 744 м²), отсутствие ограды, нет стоянки для машин, ограничения на улице, что очень затрудняет приезд машиной в рабочие часы»

### Поиск нового места
Уже в конце 1970-х годов нехватка места побудила настоятеля Владимира Евсюкова и прихожан Покровского прихода в Коллингвуде начать поиск участка земли для строительства нового храма. Однако ресурсы были ограничены и многим казалось, что покупка уже построенного здания с последующим переустройством его под храм будет быстрее, проще и дешевле.
После смерти священника Владимира Евсюкова это дело возглавил назначенный в мае 1981 года священник Николай Карыпов. Было обследовано несколько церковных зданий, пока в 1983 году церковный совет не остановил выбор на здании Объединённой церкви в Камбервелле, пригороде Мельбурна. После утверждения на общем приходском собрании сделка перешла к подписанию контракта, однако изменение повестки дня обеих сторон показало, что Объединённая церковь использует техническую возможность вывести своё имущество из продажи. Примерно в это же время прихожане и совет изменили своё решение, придя к мнению о необходимости покупки земли и строительстве нового собора. Решение стоить свой собственный храм, а не довольствоваться переосвящённым инославным храмом основывалось на том, что церковь в русском стиле станет более эстетически привлекательной для тех, кто станет молиться в ней.
У прихода в Мельбурне не было необходимости переезжать из Коллингвуда и прихожане не желали действовать спешно, предпочитая дополнительно исследовать возможность строительства собственной церкви. Рассматривались многие участки земли, но отвергались, в силу неудачного расположения или из-за проблем с парковкой. Строительный комитет провёл демографическое исследование, в результате которого пришёл к выводу, что Коллингвуд удачно расположен, и что новая церковь должна находиться в пределах примерно пяти километров от существующей церкви. Однако найти достаточно участок большой в этой части города было непросто.
В конце 1983 года член приходского совета инженер Александр Александров (он же Алекс Александр) нашёл подходящее место на Harrison Street в Брансуике, в пяти километрах от центра города. Хотя это место подходило, оно казалось малопривлекательным, поскольку прямо напротив находилась закрытая свалка на месте карьера кирпичного завода. У многих прихожан это вызвало отрицательные эмоции. Однако совет решил купить это место, хотя бы как вложение собранных денег. Было решено, что не только само место будущего храма, но и окружающая территория в Ист-Брансуике были настолько плохи, что могли только улучшаться.
6 февраля 1984 года был подписан контракт на покупку земли, что было воспринято как добрый знак, поскольку в этот день Церковь празднует память блаженной Ксении Петербургской. Приход заплатил 82 250 долларов за 1,33 акров, что по состоянию на 1999 год оценивалось примерно в 600 000 долларов. Собственность была приобретена в разгар экономического спада у человека, который двумя годами ранее заплатил за землю более чем за 100 000 долларов, планируя возводить квартиры для продажи или подобных инвестиций. Предполагалось, что будет много возражений против этого места как эстетически непривлекательного, но в 1984 году приход интересовался инвестициями и позволил купить землю на улице Харрисон, признав её потенциал с точки зрения получения прибыли. В дальнейшем это решение оказалось абсолютно верным: началось планирование совета по созданию парка, местность очистили а в середине 1980-х годов этот участок был отмечен как парк Джонса в Melway street directory.

### Разработка проекта и строительство
Строительство началось далеко не сразу. По словам настоятеля храма протоиерея Николая Карыпова, многие старые прихожане не хотели уходить из уже «нажитого места» в Коллингвуде и опасались начинать новое большое строительство, говоря: «Кто это будет выплачивать, у нас одни пенсионеры».
В декабре 1985 года было проведено внеочередное собрание прихода, в котором было представлено предложение начать планирование строительства новой церкви на Брансуике. На встрече присутствовал архиепископ Австралийский и Новозеландский Павел (Павлов). Дискуссия была острой и эмоциональной, так что архиепископ Павел вежливо просил не приглашать его на какие-либо дальнейшие встречи. Предложение было принято семьюдесятью головами против пятидесяти пяти. В следующем году предложение было одобрено на Ежегодном общем собрании.
Приходский совет и Комитет по строительству попросил проектную и строительную фирма DDM (Paul Savenkoff & Alex Tzeberg) из Данделога создать предварительный проект для места. Краткое изложение было составлено Ником Хлебниковским, бывшим архитектором. В брифинге были указаны параметры с точки зрения размера и функции того, что, по мнению комитета, необходимо в новой церкви и зале для собраний.
В это время протоиерей Димитрий Александров (будущий епископ Ирийский Даниил) жил в Сиднее и узнал, что в Мельбурне планировалась постройка новой церкви. Воодушевлённый этим, он попросил посмотреть чертежи. Имея подлинный интерес и обширные знания в ряде творческих дисциплин, включая опыт в создании церквей, протоиерей Димитрий был ценным консультантом. Однако вскоре он был переведён обратно в США, где переписка с ним оказалась затруднительной. Его вклад в общее дело ограничился утверждением точки зрения, согласно которой современная церковная архитектура должна начинаться с того места, которое являлось вершиной русской архитектуры. По его мнению с XI по XVII столетия церковная архитектура в России развивалась, а в дальнейшем влияние эпохи Возрождения из Европы увело её в сторону от национального русского стиля. Влад Луговой затем предложил ярославский стиль архитектуры. При дальнейшей отработке внешнего вида храма было решено приблизить его цветовую гамму к колориту архитектурного ансамбля старого Мельбурна, чтобы он не казался совершенно чуждым городу.
Комитет по строительству счёл очень важным, чтобы как можно скорее была представлена модель предлагаемого здания, чтобы вызвать интерес у прихожан. Поскольку к тому моменту не было готовых чертежей, священник Николай Карыпов пригласил свою сестру и иконописца Антонину из Сиднея подготовить план и четыре фасада для модели. Художественный дизайн церкви был в значительной степени развит в 1985 году. В качестве образца была выбрана церковь святого Иоанна Златоуста на Волге, выше по течению от Ярославля. Затем модель была заказана у Германа Витте и его соратников.
Были приглашены три архитектора представить предложения о проекте новой церкви — Влад Чернов, Алекс Каменев и Джон Петракис. Джон Петракис заключил контракт с конкурентоспособной оценкой. У него были рабочие отношения с Муниципальным советом Брауншвейга, что было ещё одним преимуществом. Джон, впоследствии ставший почётным русским, названным Иваном Петровым, разработал проект и подошёл к муниципальному совету Брансуика о разрешении на посещение церкви и общинного центра. Его сильной стороной был дипломатический талант, что оказалось весьма полезным при ведении переговоров с городским советом. Петракису удавалось успокоить чиновников, не ставя под угрозу проект. Разрешение на строительство было дано 19 декабря 1988 года на праздник Николая Чудотворца после больших дипломатических усилий со стороны Джона Петракиса.
5 ноября 1989 года архиепископ Павел (Павлов) совершил закладку нового собора в сослужении всего духовенства штата Виктории. В закладном камне были помещены частичка мощей мученицы Великой княгини Елизаветы в запечатанном медно-латунном цилиндре. Это основано на древней христианской практике строительства церквей над могилами святых мучеников.
Подготовительная работа Строительного комитета выявила тот факт, что осилить такой проект приход сможет только, если постройка будет осуществлена в основном своими руками. Выбранный в 1988 году староста Иннокентий Павлович Козулин возглавил рабочую артель добровольцев, большинство из которых имело опыт в строительстве. Добровольцы по 10-15 человек начали приходить каждую субботу на постройку. Временами им помогали люди, не имевшие строительного опыта. Большие субботники собирали до сорока и даже до шестидесяти человек. По словам протоиерея Николая Карыпова: «Все бетонные работы, плотницкие, сварочные работы, штукатурные — все делали сами. И не только здание, но и убранство церкви — подсвечники, люстры и многое другое. Для работ по дереву мы пригласили резчиков из России, они замечательно выполнили иконостас и другие киоты». Используя современные технологии, строители старались исполнить храм в Ярославском стиле XVI—XVII веков.
Двенадцать лет велись наружные работы, и семь лет ушло на создание внутреннего убранства храма — росписей, резного иконостаса, престола. В феврале 1996 года были установлены позолоченные купола, которые были увенчаны крестами в октябре того же года. Строительство собора было закончено в начале 2000-х годов, но община не спешила переходить на новое место, так как там не был построен зал, где могли бы собраться после воскресной литургии приехавшие издалека прихожане, поскольку. За 2005—2006 годы был закончен зал, бетонная стоянка и дорожки вокруг храма. Начались работы по ландшафту и посадке травы и деревьев. На 30 июня 2006 года затраты составили сумму в $3,526,730. Однако, как отметил настоятель собора Николай Карыпов, эту сумму следует увеличить приблизительно на 2 миллиона долларов, чтобы учесть добровольный труд прихожан.

### Современность

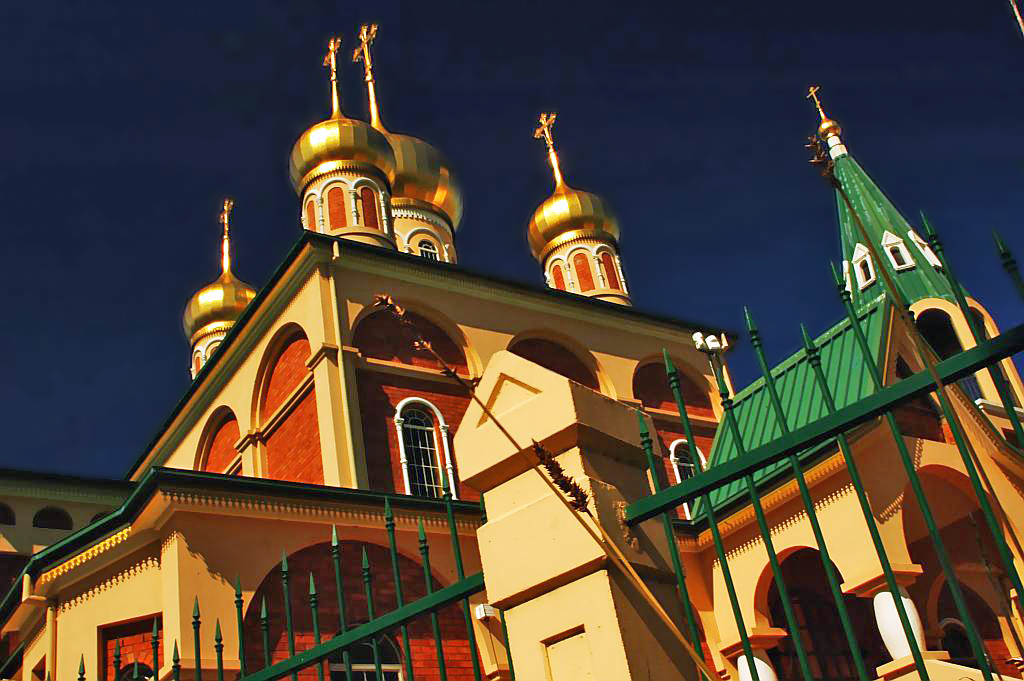
Новый покровский собор в 2007 году

24 сентября 2006 года архиепископ Иларион (Капрал) совершил великое освящение нового Покровского собора. Как отмечал в связи с этим его настоятель протоиерей Николай Карыпов: «Это — радостное, долгожданное событие в жизни Покровского соборного прихода и, дерзну сказать, в жизни всей Сиднейской и Австралийско-Новозеландской епархии. Такие события бывают редко, и я знаю людей, доживших до глубокой старости, которые впервые участвовали в таком празднике». С этого дня в соборе начались регулярные богослужения, а в зале начались традиционные для Мельбурнского прихода воскресные буфеты, которые уже десятки лет собирали прихожан для общения за столом после Божественной литургии.
17 ноября 2006 года старшая сестра прицерковного сестричества Покровского собора в Мельбурне, с членами сестричества и прихожанами нашего собора написала открытое письмо Первоиерарху РПЦЗ митрополиту Лавру с одобрением «Акта о каноническом общении» восстановления единства двух ветвей Русской Православной Церкви.
Старое здание осталось в собственности общины. В нём тоже предполагалось совершать богослужения, создав первый в истории Австралийско-Новозеландской епархии РПЦЗ опыт сохранения единства прихода при двух храмах, чему должен был способствовать дружный клир из трех священников и диакона. Однако вышло иначе. 7 декабря 2010 года Архиерейский Синод РПЦЗ, заслушав доклад протоиереев Михаила Протопопова, благочинного штата Виктории, и Николая Далинкевича о продаже имущества, принадлежащего Покровскому собору в Мельбурне, благословил предложения обще-приходского собрания клира и прихожан Покровского собора в Мельбурне, в связи с чем богослужения и все приходские мероприятия должны будут проходить в новопостроенном соборе и в прилегающих к территории собора новых помещениях. Старый храм был продан не сразу, там некоторое время проводила богослужения небольшая Свято-Троицкая община священника Игоря Филяновского, находившая в непосредственном подчинении Московского Патриархата. Летом 2012 года храм был выставлен на продажу. На Рождество Христово 2013 года Троицкий приход переехал на новое место, в район Окли. После этого храм был продан коммерческой организации, перестроен и стал использоваться как «дом для торжеств».
30 апреля 2012 года в соборе состоялась общеправославная встреча духовенства Мельбурна и штата Виктория, в которой приняли участие Первоиерарх РПЦЗ митрополит Восточно-Американский и Нью-Йоркский Иларион (Капрал), епископ Дервийский Иезекииль (Кефалас) (Константинопольский Патриархат), епископ Австралийский и Новозеландский Ириней (Добриевич) (Сербская Православная Церковь), епископ Австралийско-Новозеландский Михаил (Филимон) (Румынская Православная Церковь), а также гости: епископ Мелитопольский Иаков (Цигунис) (Константинопольский Патриархат) и епископ Новой Грачаницы, Средней и Западной Америки Лонгин (Крчо) (Сербская Православная Церковь) и клирики различных юрисдикций, несущие пастырское служение в штате Виктория. Обсуждались вопросы углубления сотрудничества духовенства представленных в регионе Поместных Православных Церквей в деле распространения Православия в Австралии.
В начале 2010 годов обнаружилось, что кресты из мягкой стали начали ржаветь а верхняя часть поверхности куполов начала разрушаться из-за попугаев, других птиц и погоды. Золотой лист был очень тонкий и очень мягкий. В августе 2015 году настоятель храма Николай Карыпов встретился со Славой Волк-Леонтовичем, после его начался долгий процесс обсуждения предлагаемого проекта с фирмой «Морион» на Урале, где работал Слава. 24 марта 2017 года все работы были завершены.
В июне 2012 году настоятель собора протоиерей Николай Карыпов так описывал приход: «По моим подсчётам мы обслуживаем до 4 тысяч человек. Это люди, которые обращаются к нам по всем случаям жизни. Естественно, каждое воскресенье они не приходят, даже на Пасху приходит половина, около двух тысяч собирается на крестный ход. На воскресные службы собирается примерно двести прихожан. А основной наш костяк, наверное, около четыреста человек. <…> Сейчас у нас средний возраст прихожан около 40 лет. На службы приходят много молодых семей с маленькими детьми, многие крестят детей. Я думаю это рекордная цифра крестин для нас, больше было может лишь в начале 60-х годов. <…> Приход у нас смешанный, в последние годы вливается все больше и больше людей из новой русской иммиграции. <…> У нас есть прихожане других православных культур — греки, македонцы, сербы, болгары».